# Джо Гарві
Джо Гарві (англ. Joe Harvey; 11 червня 1918, Едлінгтон — 24 лютого 1989, Ньюкасл-апон-Тайн) — англійський футболіст, що грав на позиції півзахисника. По завершенні ігрової кар'єри — тренер.
Найбільш відомий як гравець клубу «Ньюкасл Юнайтед», з яким став дворазовим володарем Кубка Англії з футболу. Згодом як головний тренер цього клубу привів їх до  перемоги у Кубку ярмарків.

## Ігрова кар'єра
Народився 11 червня 1918 року в місті Едлінгтон. Вихованець футбольної школи клубу «Едлінгтон Рейнджерс», після чого перебував у структурі «Вулвергемптон Вондерерз», але в чемпіонаті за них так і не дебютував.
У сезоні 1937/38 років виступав за «Борнмут енд Боскомб Атлетік», де зіграв 37 матчів, після чого перейшов у «Бредфорд Сіті». З початком Другої світової війни Гарві приєднався до Королівського полку артилерії, став сержант-майором Корпусу фізичної підготовки Королівської армії. Під час війни він виступав як гість за «Абердин» і «Данді Юнайтед». У сезоні 1943/44 років Харві провів 28 матчів за «Бредфорд Сіті», а потім 25 матчів у наступному сезоні. Його форма в останньому сезоні вразила представників «Ньюкасл Юнайтед», і 20 жовтня 1945 року «сороки» заплатили «Бредфорду» 4500 фунтів стерлінгів за гравця.
1945 року перейшов до клубу «Ньюкасл Юнайтед», за який відіграв 8 сезонів. Більшість часу, проведеного у складі «Ньюкасл Юнайтед», був основним гравцем команди і у сезоні 1947/48 років він був важливою частиною команди, яка вийшла в Перший дивізіон, пропустивши лише п’ять ігор за всю кампанію. Надалі він двічі поспіль виборював з командою титул володаря Кубка Англії з футболу в 1951 і 1952 роках. 
Він завершив кар'єру 1 травня 1953 року у віці 34 років, незважаючи на те, що все ще залишався постійним гравцем основної команди. Його останньою грою була перемога над «Астон Віллою» з рахунком 1:0.

## Кар'єра тренера
У 1954 році він очолив клуб Північної ліги «Крук Таун», з яким дійшов до фіналу аматорського Кубка Англії, і провів інтенсивні тренування, щоб підготуватися до фіналу проти «Бішоп Окленда», який на той час вважався однією з найкращих аматорських команд в країні. Після нічиєї 2:2 на «Вемблі» перед 100 000 уболівальників та ще однієї нічиєї 2:2 на «Сент-Джеймс Парку» перед 52 000 глядачів, «Крук» нарешті переміг з рахунком 1:0 у третьому матчі перед 39 000 глядачів, здобувши трофей.
Згодом Гарві очолював команди «Барроу» та «Воркінгтон».
1962 року став головним тренером команди «Ньюкасл Юнайтед» і тренував команду з Ньюкасла тринадцять років. У сезоні 1968/69 роках він виграв з «Ньюкаслом» Кубок ярмарків, а також вигравав неофіційні турніри, зокрема Кубок Texaco (1973/74, 1974/75) та Англо-італійський кубок (1973). Крім того у 1974 році він привів клуб до першого фіналу кубка Англії з 1955 року, де вони зіграли з «Ліверпулем» Білла Шенклі. «Ньюкасл» не зміг нічого протиставити «червоним» і програв 0:3. Гарві подав у відставку після тиску вболівальників наприкінці сезону 1974/75.
Помер 24 лютого 1989 року на 71-му році життя у місті Ньюкасл-апон-Тайн.

## Титули і досягнення

### Як гравця
- Володар Кубка Англії з футболу (2):

«Ньюкасл Юнайтед»: 1950/51, 1951/52

### Як тренера
- Володар Кубка ярмарків (1):

«Ньюкасл Юнайтед»: 1968/69